# آرامگاه پایاوا
آرامگاه پایاوا یا مقبره پایاوا یک تابوت‌دان سنگی مستطیل شکل و طاق‌بشکه‌ای و از معروف‌ترین مقبره‌های زانتوس است. 
این بنا در حدود سال ۳۶۰ قبل از میلاد مسیح در دوران شاهنشاهی هخامنشی،  برای پایاوا، که احتمالاً فرمانروای زانتوس، لیکیه در آن زمان بود، ساخته شد. این مقبره در سال ۱۸۳۸ کشف و شش سال بعد در سال ۱۸۴۴ توسط کاشف سر چارلز فلوس به انگلستان آورده شد. او این سازه را به عنوان مقبره اسبی شکل گوتیک توصیف کرد.
به گفته ملانی میکائیلیدیس، مقبره پایاوا، گرچه ظاهری یونانی، مانند آرامگاه هارپی و بنای یادبود نرید دارد، اما بر اساس معیارهای اصلی زرتشتی شامل استفاده از سنگ ضخیم، برآمده از زمین، و داشتن اتاقک‌های تک بدون پنجره ساخته شده‌است. 

## پیشینه
پایاوایی که در کتیبه‌ها نام برده شده‌است تنها نوع شناخته شده ازاین مقبره است. این مقبره نمونه‌ای خاص از سبک رایج لیکیایی بوده که از سنگ ساخته و حکاکی شده اما طرح آن از ساختارهای چوبی وام گرفته شده است.

سه طبقه از چهار طبقه مقبره در حال حاضر در موزه بریتانیا نگهداری می‌شوند. پایین‌ترین طبقه در ترکیه باقی مانده‌است و در وضعیت بدی قرار دارد. در کنار مقبره دیگر اشیای یونانی و لیکیایی از ۴۰۰ تا ۳۲۵ قبل از میلاد به نمایش گذاشته شده‌است.

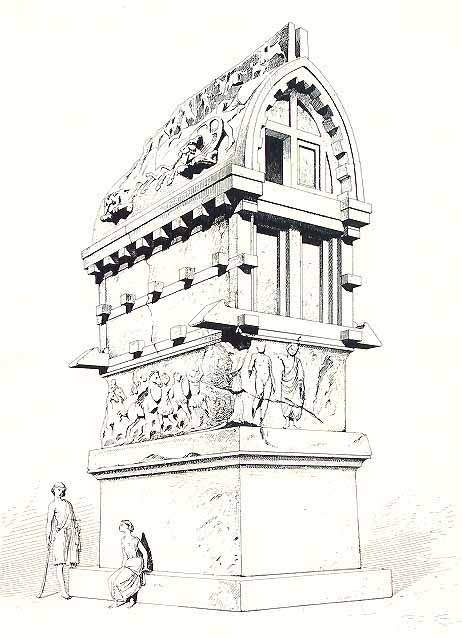
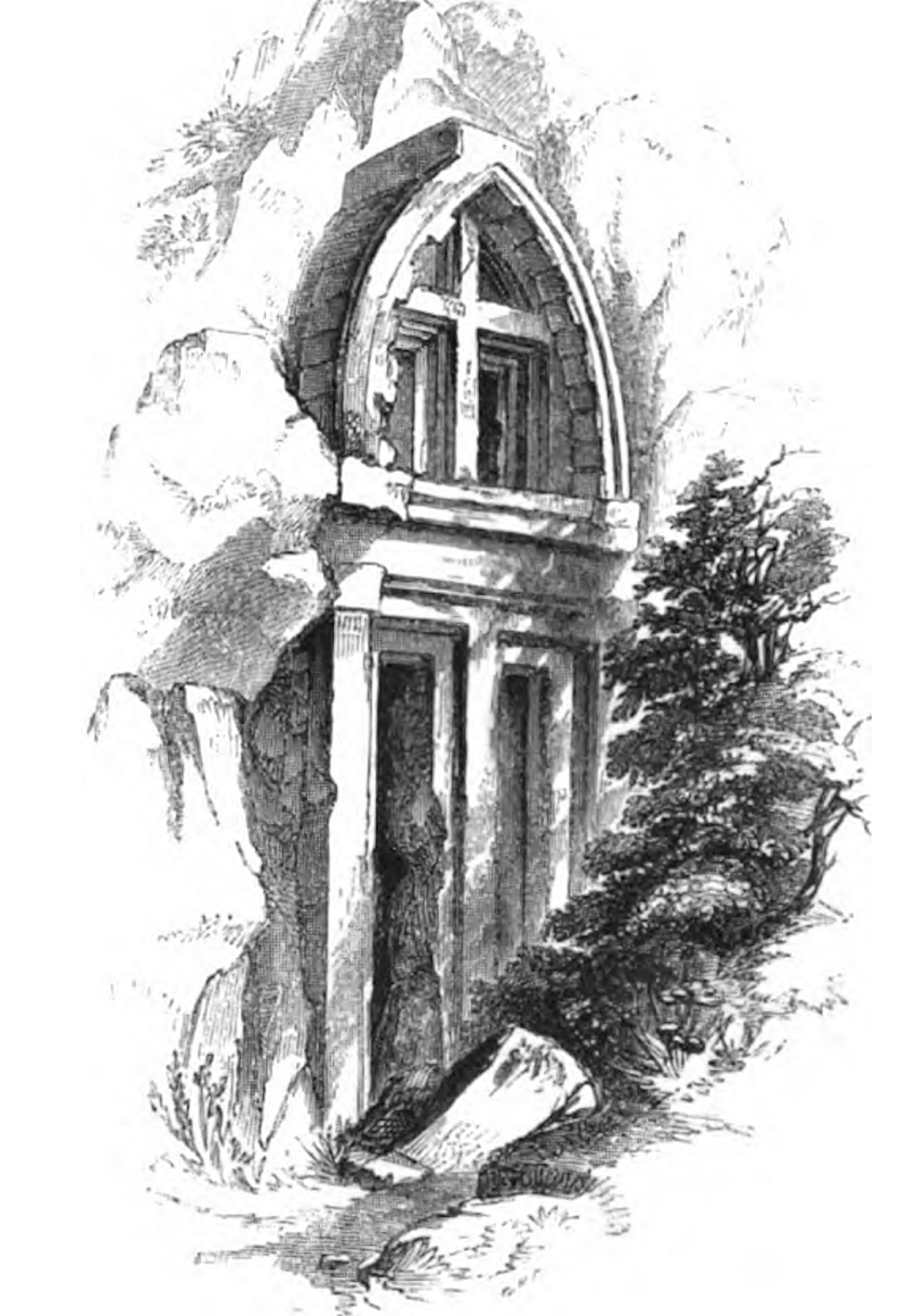
معادل تراش سنگی از لیسیا.
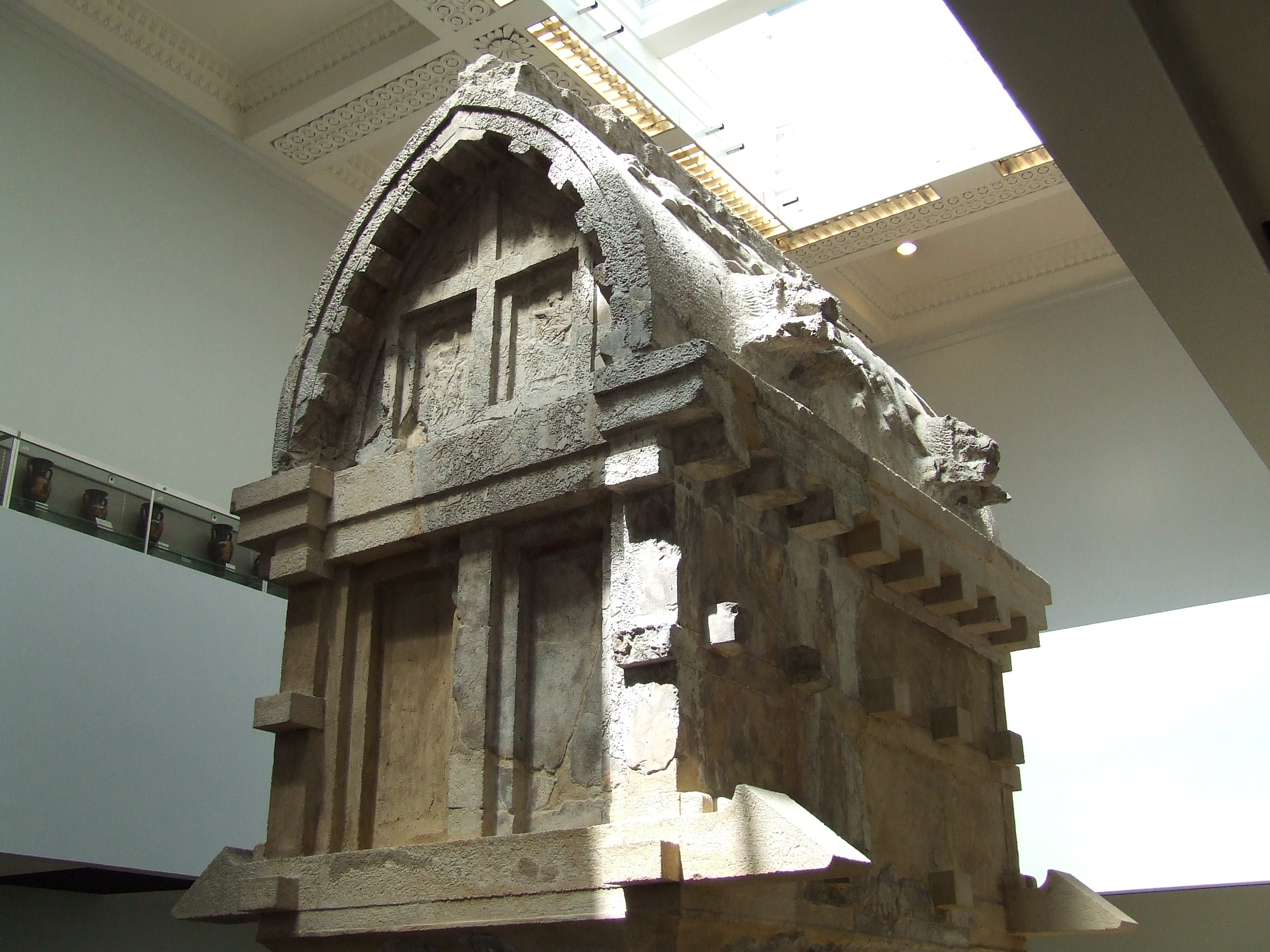
نمای جانبی مقبره.
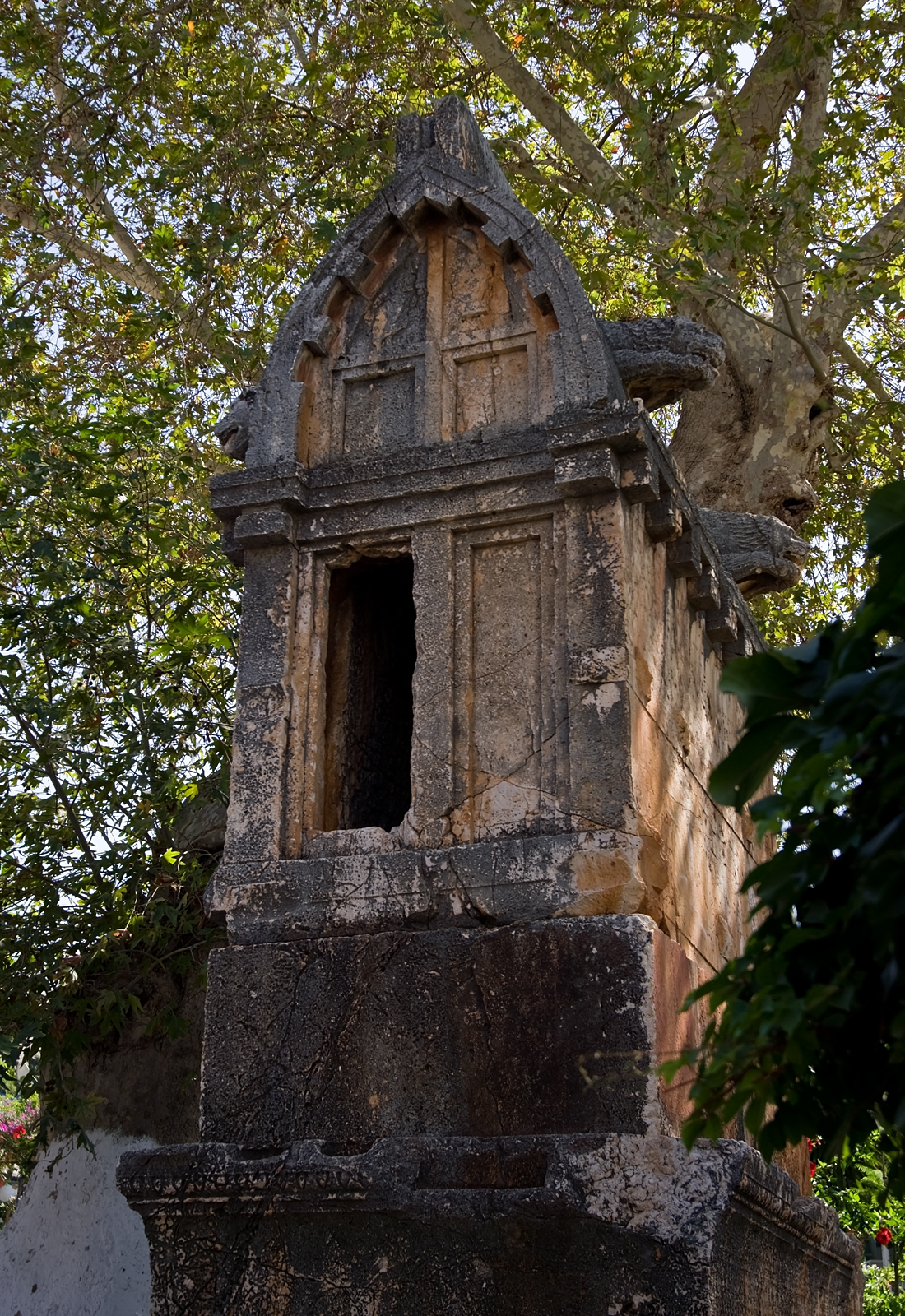
مقبره لیکیایی مشابه در کاش، آلانیا.

## نقش برجسته‌ها

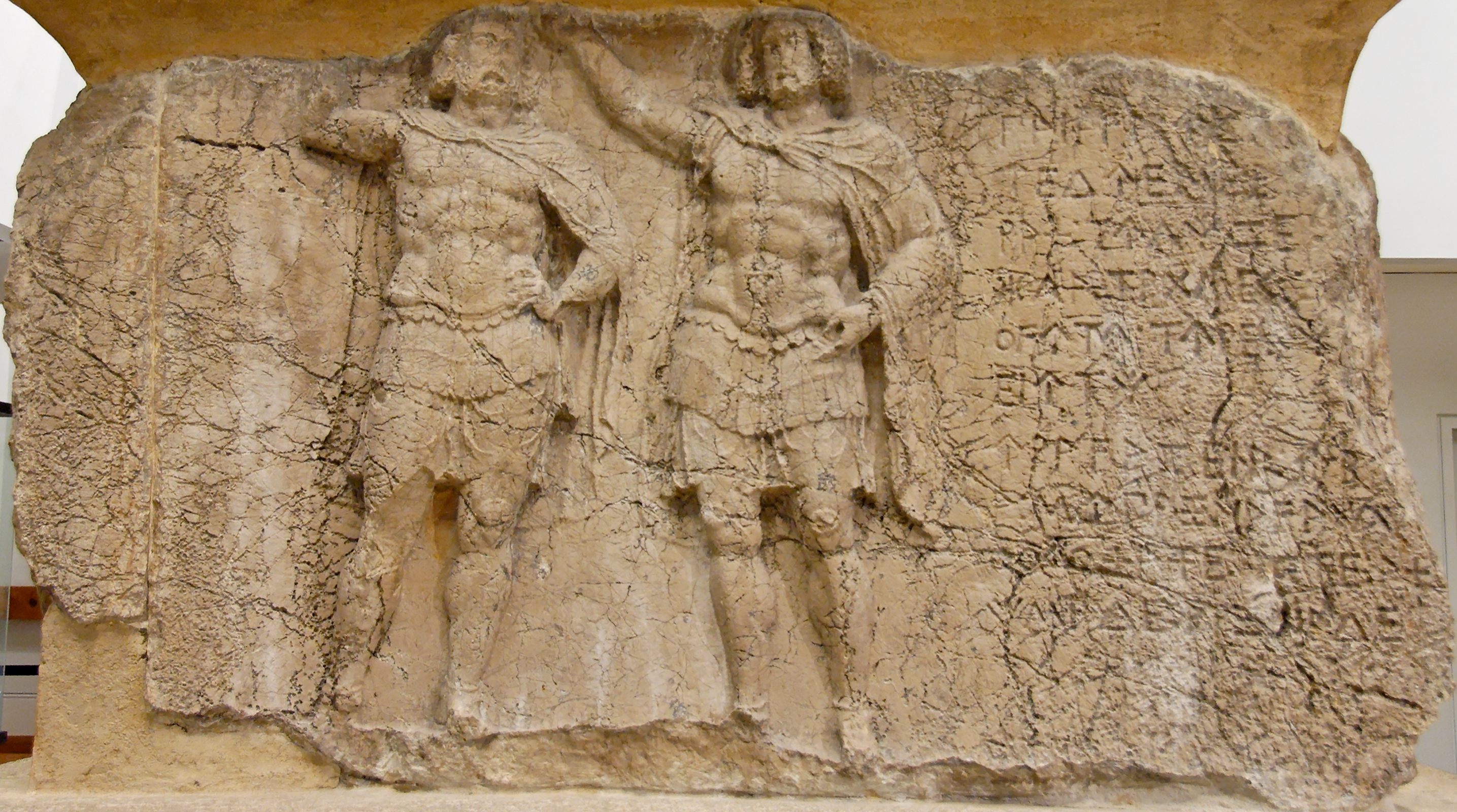
حکاکی از ضلع جنوبی طبقه دوم مقبره که دو مرد را در لباس نظامی نشان می‌دهد که قیچی با تسمه‌های چرمی آویز، خرقه و چوب دستی به تن دارند. ۳۷۵–۳۶۰ قبل از میلاد مسیح.

نقش برجسته‌ها شامل تصاویری از وقایع مختلف زندگی پایاوا است. حاشیه زینتی کنده‌کاری شده روی مقبره و سقف آن دارای ویژگی‌های یونانی و ایرانی است که ترکیبی از تأثیرات زانتوس در آن زمان را نشان می‌دهد همچین موارد دیگر قابل شناسایی است:
- دو مرد مو بلند و دارای ریش پوشیده از شنل و خرقه که ممکن است یکی از آنها پایاوا (سمت جنوبی) باشد.[۷]
- یک ورزشکار و همراه با لباس یونانی (سمت شمالی).
- چهره‌ای نشسته با لباس ایرانی پذیرای هیئتی. احتمالاً ساتراپ اتوفرادات
- یک خرس در حال شکار (بالا).
- شیرها (بام).
- ابوالهول (هیکل عظیم).
- چهار اسب در حال کشیدن یک ارابه یونانی (بام)
- یک زوج ایرانی (سه گوشی کنار پشت بام).

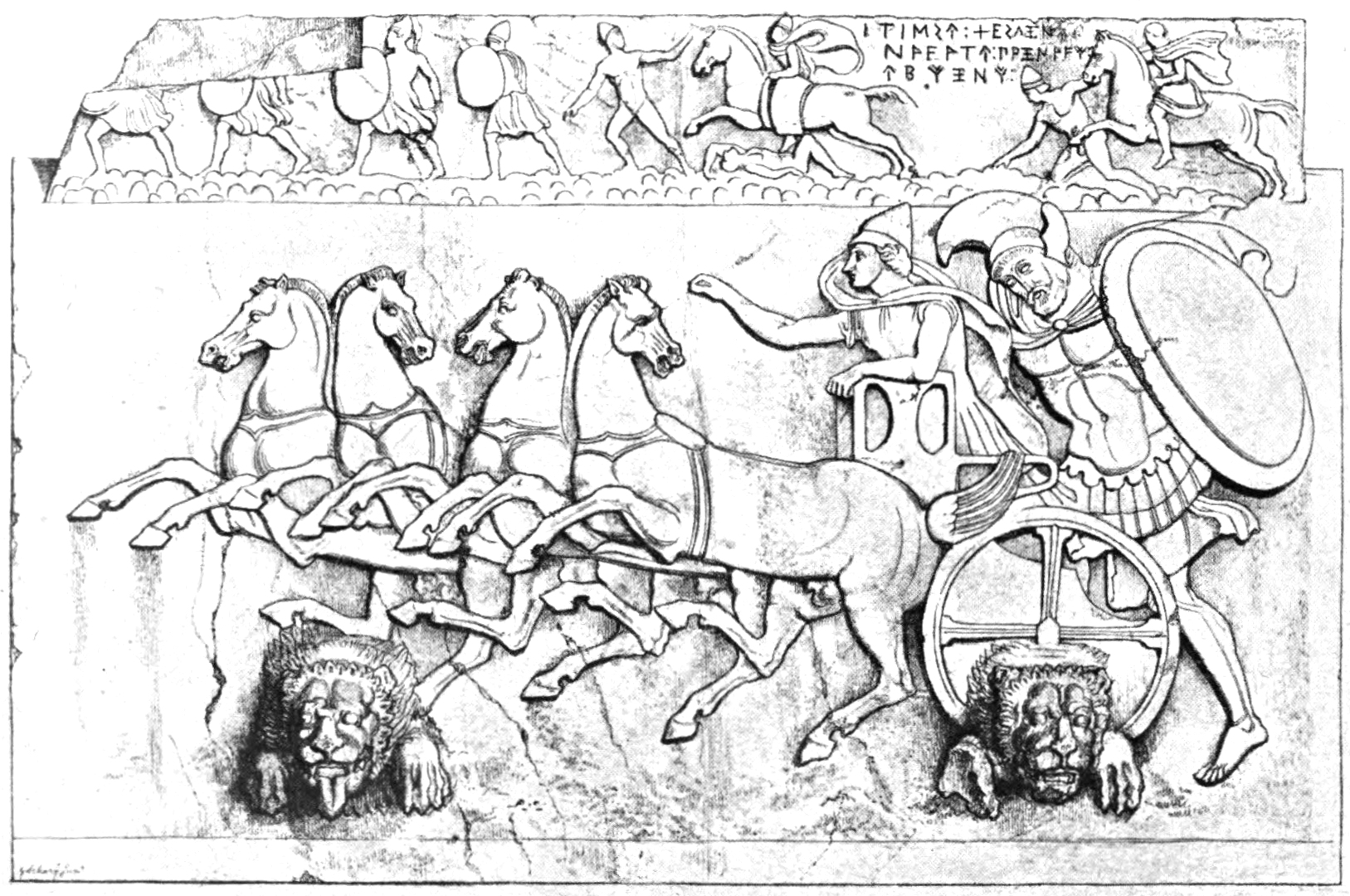
آرامگاه پایاوا، نقش برجسته پشت‌بام
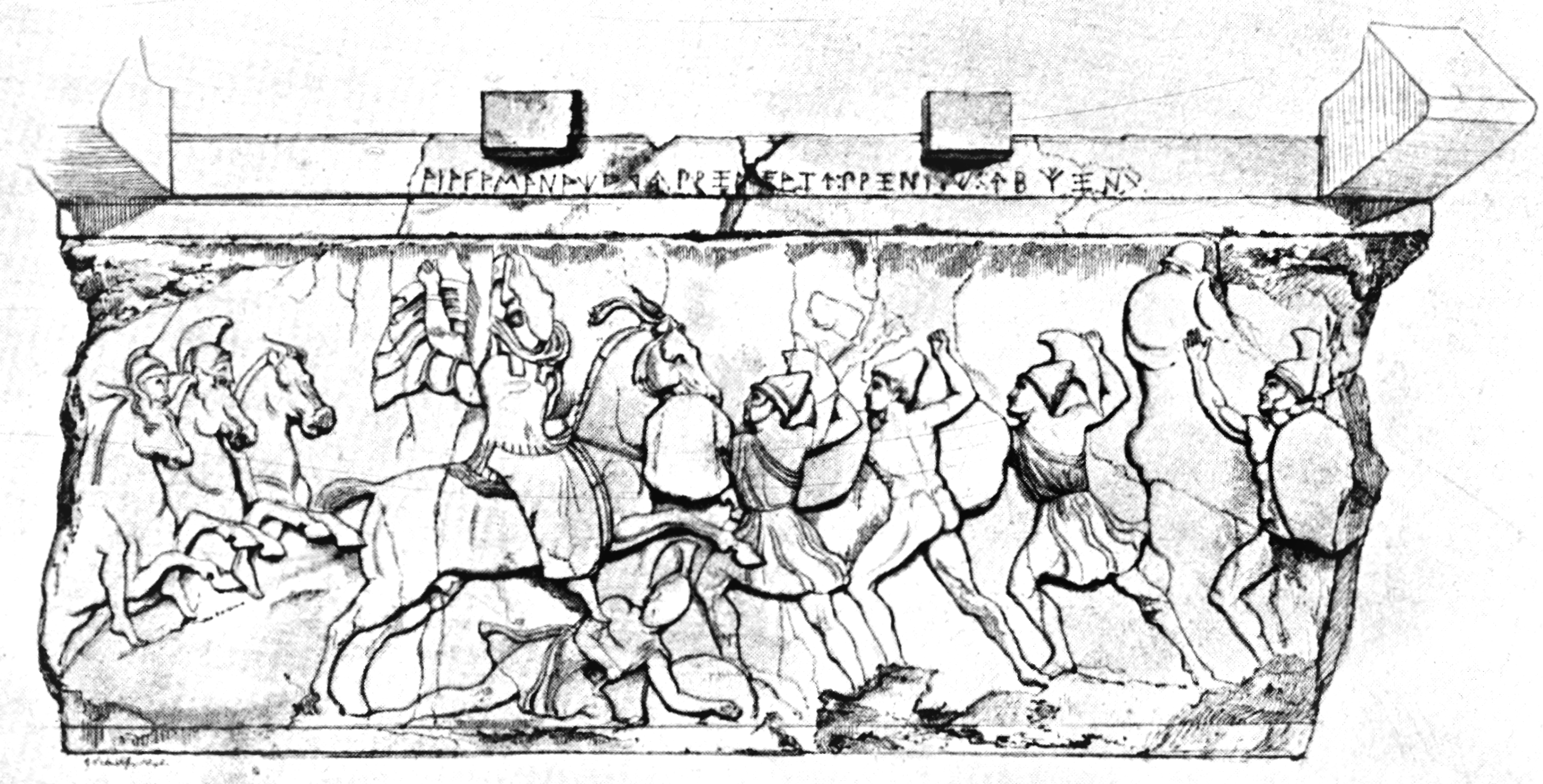
آرامگاه پایاوا، ضلع شرقی
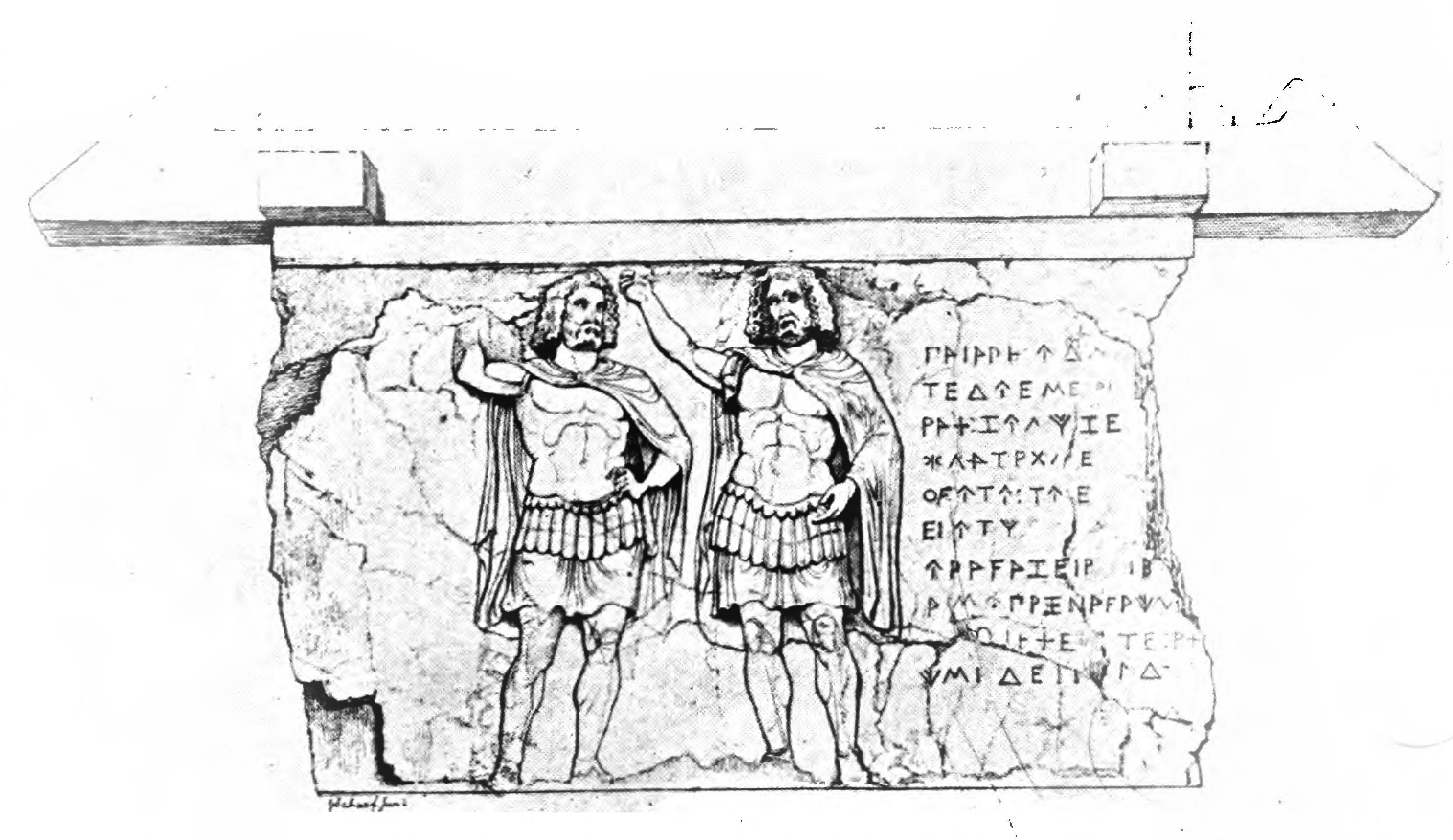
آرامگاه پایاوا، ضلع جنوبی
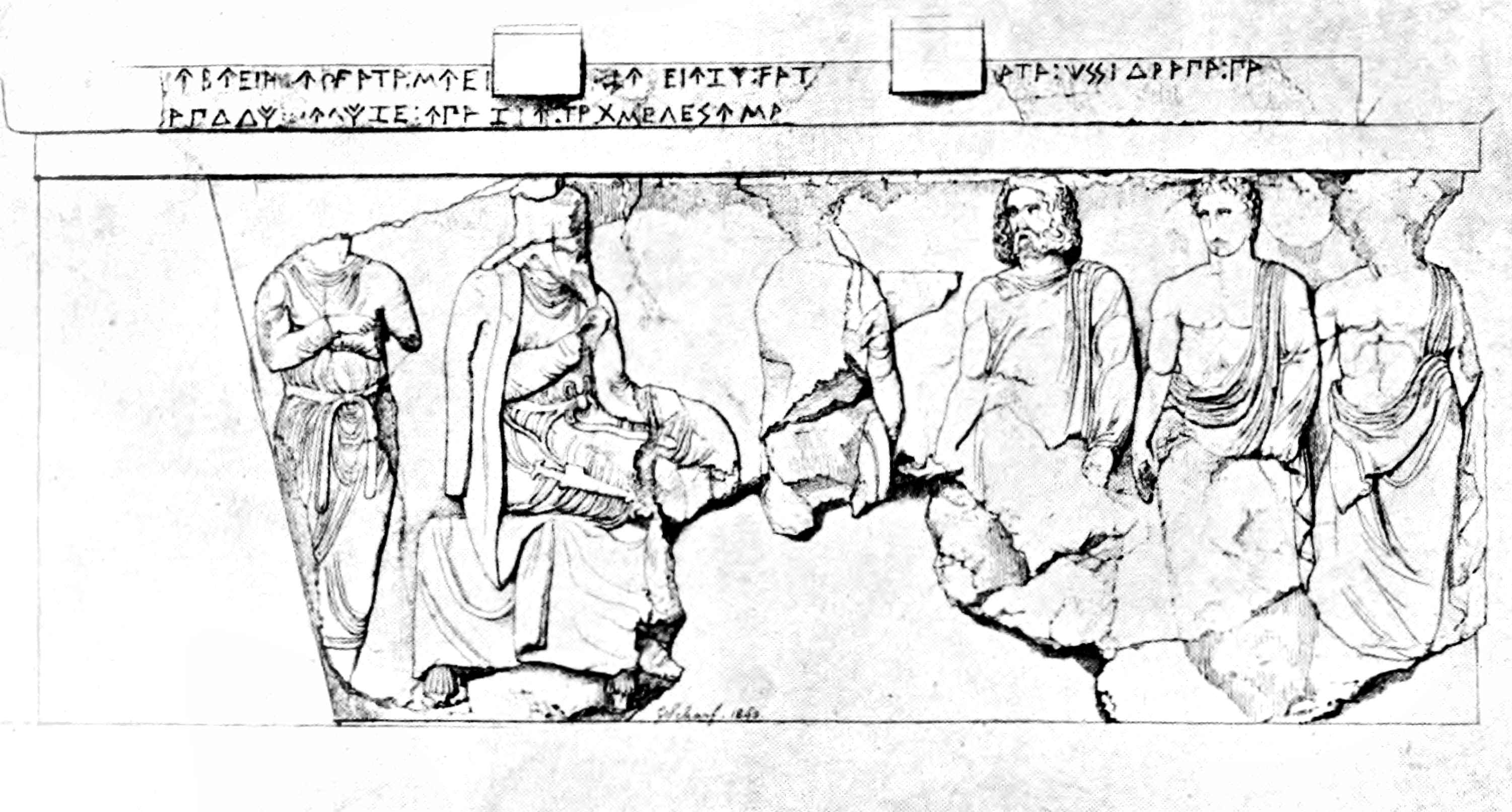
آرامگاه پایاوا، ضلع غربی
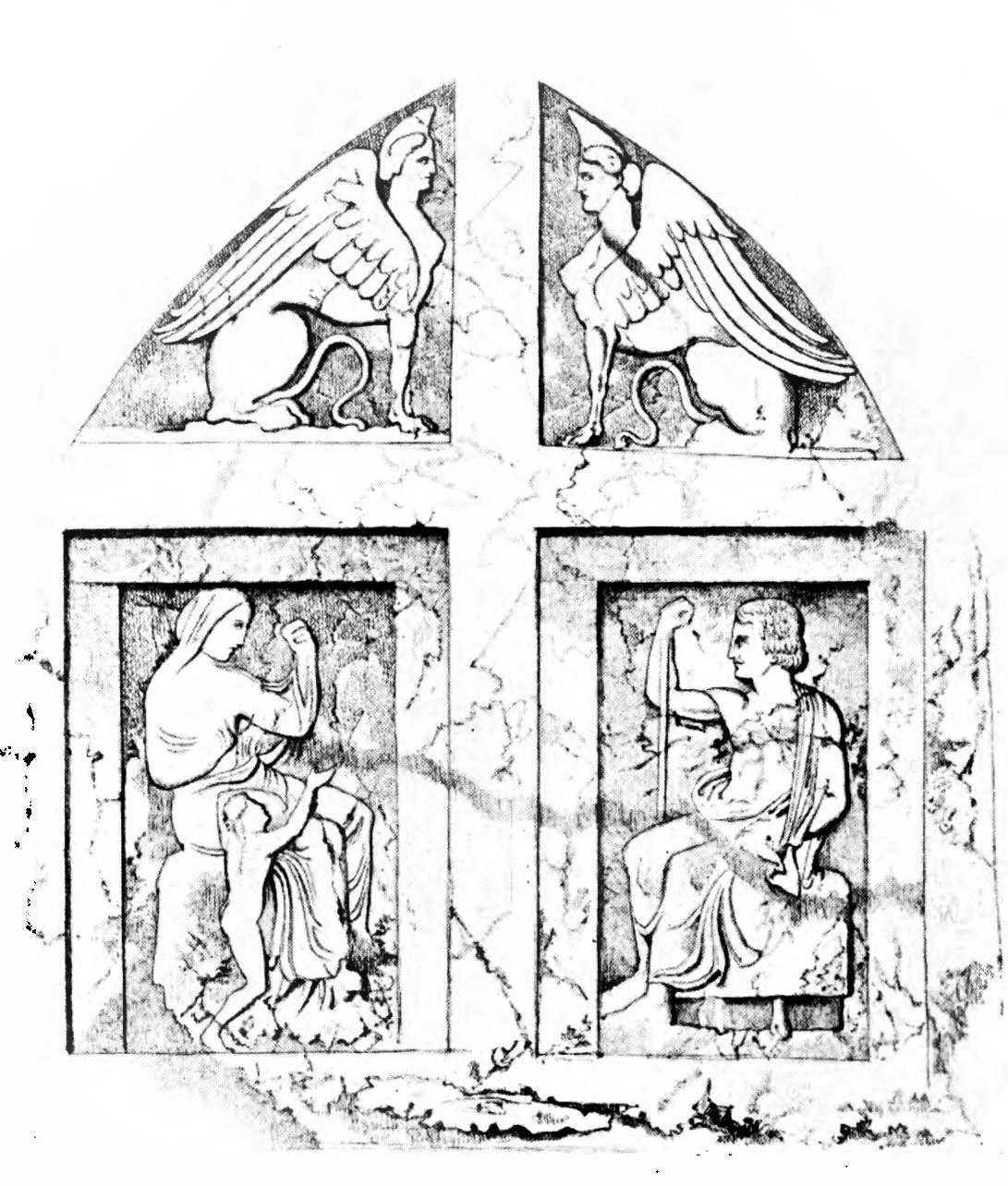
آرامگاه پایاوا، انتهای جنوبی
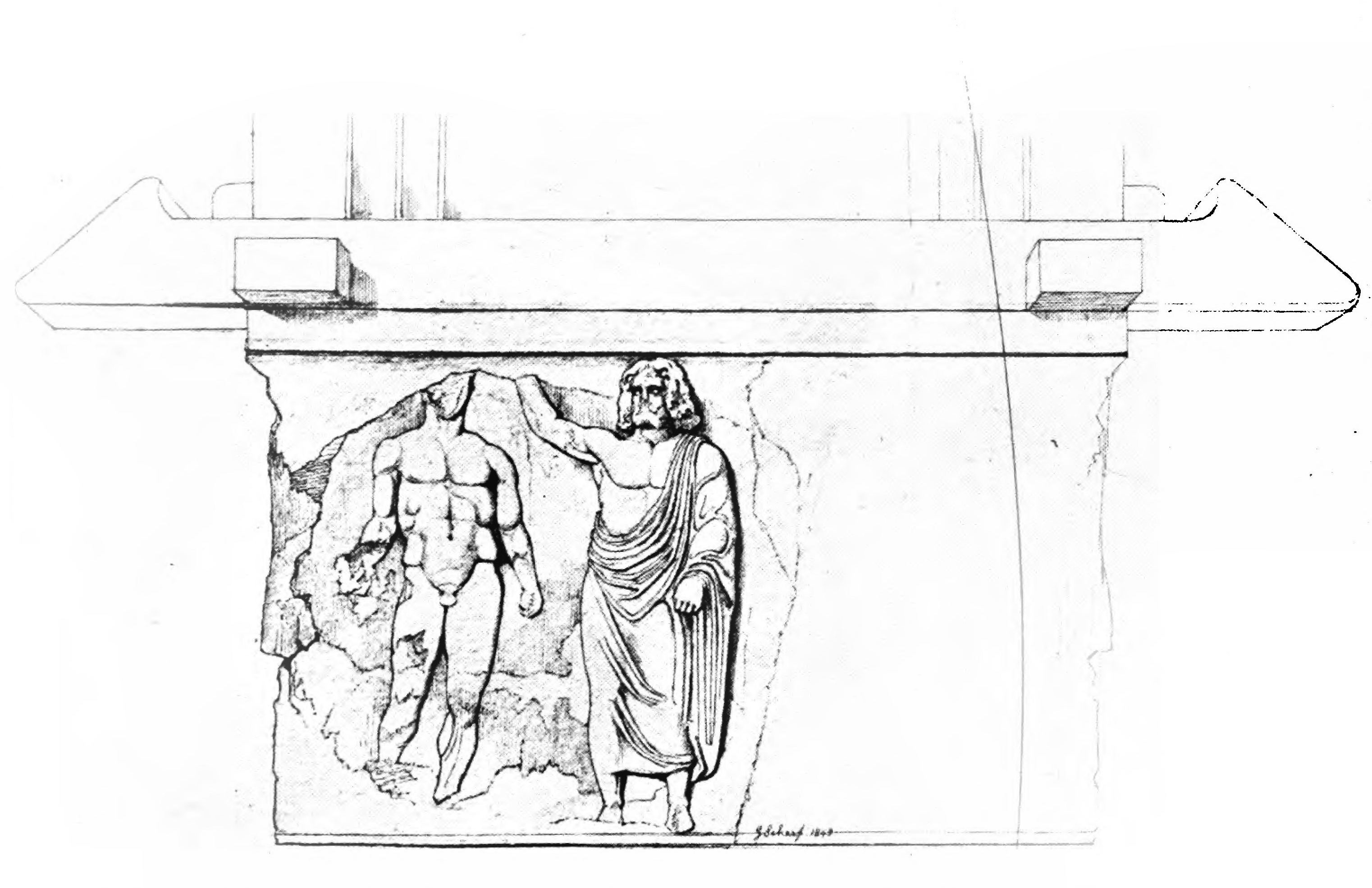
آرامگاه پایاوا، ضلع شمالی فریز
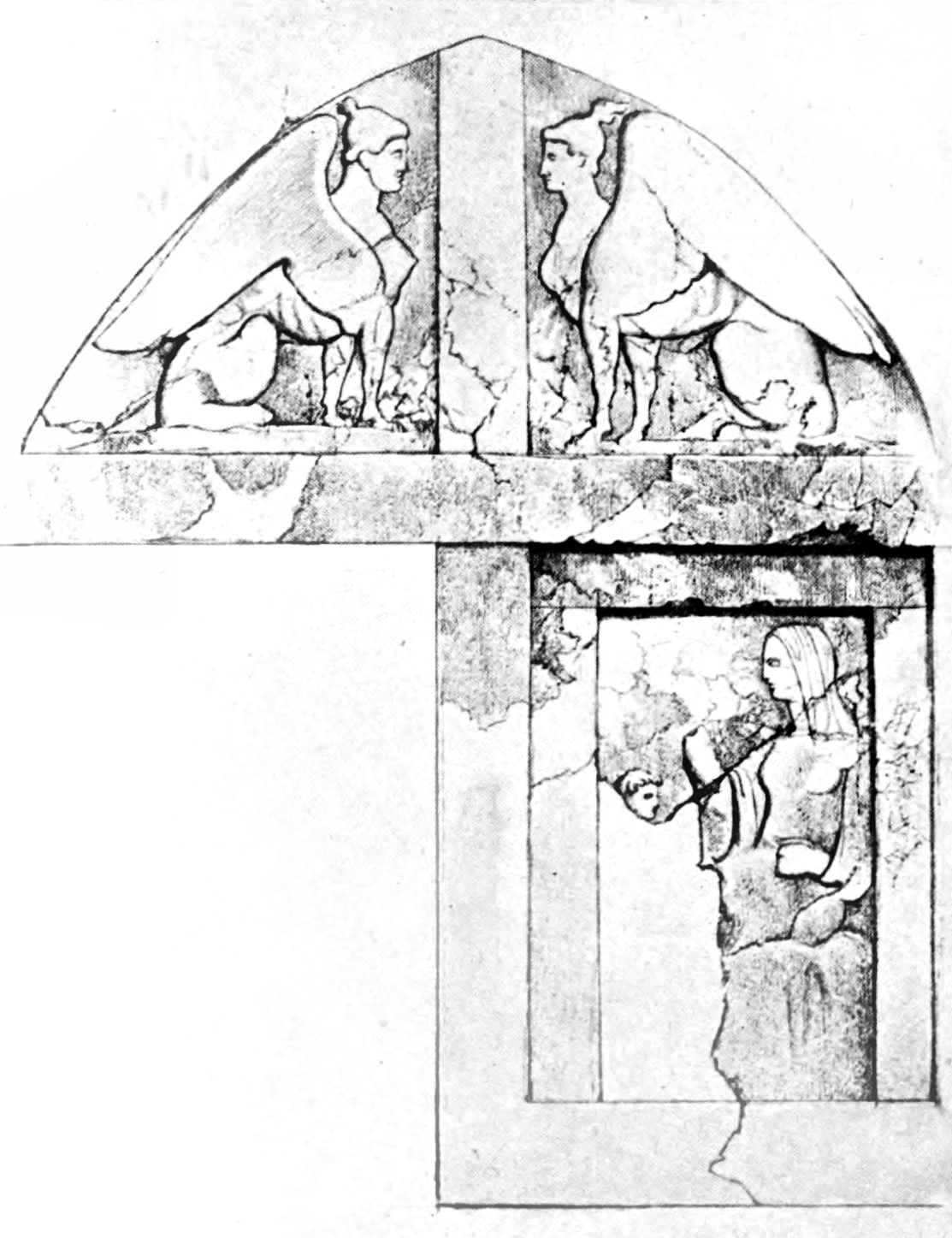
آرامگاه پایاوا، انتهای شمالی
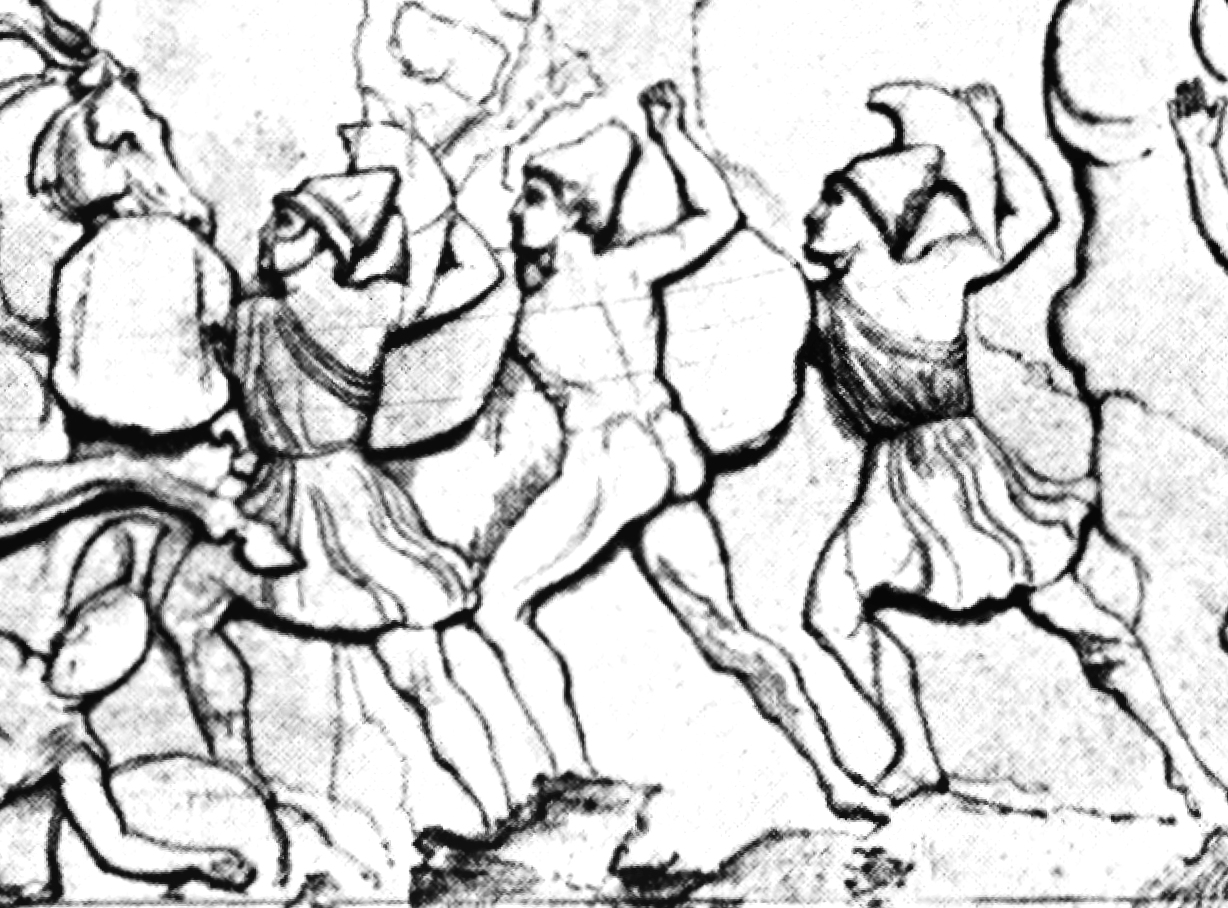
آرامگاه پایاوا، ضلع شرقی. پلتاست با پایاوا روی اسبش می‌جنگند.

## موارد مشابه با معماری هندی
شباهت مقبره پایاوا و به‌طور کلی مقبره‌های طاق‌دار لیکیایی قرن چهارم قبل از میلاد با طرح معماری چیتیای هندی (از حدود ۲۵۰ سال قبل از میلاد با غارهای لوماس ریشی در گروه غارهای بارابار) نیز مورد توجه قرار گرفته‌است. . جیمز فرگوسن، در کتاب «راهنمای مصور معماری» خود، ضمن تشریح تکامل بسیار پیشرونده از معماری چوبی به معماری سنگی در تمدن‌های مختلف باستانی، اظهار داشته‌است که «در هند، شکل و ساخت معابد قدیمی بودایی بسیار شبیه به این نمونه‌ها است. آننده کومرسوامی و دیگران همچنین خاطرنشان کردند که قبرهای کاوش شده و یکپارچه لیدیایی در پینارا و زانتوس در سواحل جنوبی آسیای صغیر، قیاسی با تالارهای کایتیا با تراش سنگ هندی اولیه دارد.
مقبره‌های لیکیایی که به قرن چهارم قبل از میلاد برمی‌گردند، تابوت‌های طاق‌دار بشکه‌ای ایستاده یا صخره‌ای هستند که بر روی پایه‌ای بلند قرار گرفته‌اند و ویژگی‌های معماری آن برای تقلید از سازه‌های چوبی در سنگ حک شده‌است. معادل‌های سنگی متعددی برای سازه‌های ایستاده وجود دارد. تأثیرات یونانی و ایرانی را می‌توان در نقش برجسته‌های حجاری شده بر روی تابوت مشاهده کرد. شباهت‌های ساختاری، تا بسیاری از جزئیات معماری، با طرح‌های معبد بودایی هندی نوع چیتیا، مانند «شکل نوک تیز سقف، با یک خط الراس»، بیشتر در معابد غار هند توسعه یافته‌است. فرگوسن در ادامه به پیشنهاد «ارتباط هندی» و نوعی انتقال فرهنگی در سراسر امپراتوری هخامنشی پرداخته‌است. به‌طور کلی، انتقال باستانی طرح‌های لیکیایی برای بناهای تاریخی سنگ‌تراشی شده به هند «کاملاً محتمل» در نظر گرفته می‌شود.
دیوید ناپیر، انسان‌شناس، نیز یک رابطه معکوس را پیشنهاد کرده‌است، و ادعا می‌کند که مقبره پایاوا از نسل سبک باستانی آسیای جنوبی است و ممکن است پایاوا در واقع یک یونانی-هندی به نام «پالاوا» بوده باشد.